# معارك ربيع العراق 2004
كان القتال في ربيع العراق في عام 2004 سلسلة من الهجمات العملياتية ومختلف الاشتباكات الرئيسية خلال حرب العراق. كانت نقطة تحول في الحرب: قبل ذلك، كان الصراع ببساطة بين الولايات المتحدة و‌التحالف ضد المتمردين، ولكن القتال الربيعي كان بمثابة مدخل للمليشيات والجماعات العراقية المتشددة (الشيعية والسنية) القائمة على أسس دينية، مثل سرايا السلام إلى ساحة الصراع.

## تمهيداً
شهدت بداية عام 2004 هدوءا نسبيا في العنف. وانخفضت حدة هجمات حرب العصابات في حين أعادت قوات المتمردين تنظيمها، ودراسة تكتيكات القوات المتعددة الجنسيات والتخطيط لهجوم متجدد.

### الأسباب
كان هناك سببين رئيسيين لبداية قتال الربيع.
الأول كان صعود رجل دين شيعي محافظ يدعى مقتدى الصدر وميليشيا جيش المهدي في جنوب البلاد. كما أن لمقتدى الصدر تأثيرًا كبيرًا في ضاحية مدينة الصدر في بغداد (تم تغيير اسم المدينة، التي كانت مدينة صدام، بعد الغزو، تكريما لوالد الصدر، آية الله محمد صادق الصدر). مع سقوط صدام حسين، ظهر مقتدى الصدر كزعيم شيعي برفضه احتلال العراق بقيادة الولايات المتحدة. أنشأ الصدر جيش المهدي في يونيو 2003.
والسبب الثاني، الذي ربما كان نقطة اشتعال الصراع، هو قتل وتشويه أربعة مقاولين عسكريين خاصين من بلاك ووتر في 31 مارس 2004. قبل خمسة أيام من انسحاب القوات الأمريكية من الفلوجة بعد قتال عنيف في 26 مارس 2004 (حيث أعلن بالفعل أن الفلوجة كانت محتلة من المتمردين) قتلت جنديًا بحريًا. تراجعت القوات إلى ضواحي المدينة. وكان المقاولون المستقلون الأربعة يحرسون شحنات الأغذية إلى قاعدة أمريكية في ضواحي الفلوجة، العراق، عندما اتخذوا منعطفا خاطئا ودخلوا المدينة. وقد قُتلوا في هجوم بقنبلة يدوية شنه متمردون مشتبه فيهم، وشوهت جثثهم بواسطة جماهير محتشدة.

### الاستفزاز وبدء الهجوم
في 28مارس، أمر المشرف الأمريكي على العراق، بول بريمر، بإغلاق صحيفة الحوزة لمدة 60 يوما، وهي صحيفة نشرتها مجموعة مقتدى الصدر، بتهمة التحريض على العنف ضد الاحتلال. وفي اليوم التالي احتشد الآلاف من العراقيين خارج مكاتب الحوزة دعما للصحيفة. تم اتخاذ قرار باستخدام 984 MP CO لإغلاق الصحيفة استنادا إلى المعلومات المقدمة من فريق البرلمان 148 (MPI/PIO).
في 3 أبريل أرسلت بريمر قوات إلى منزل الصدر واعتقلت مصطفى يعقوبي، وهو ملازم أول، مما أثار المزيد من الاحتجاجات.
في 4 أبريل اشتبكت القوات الإسبانية مع المتظاهرين المسلحين في النجف مطالبين بالإفراج عن يعقوبي، مما أدى إلى مقتل جنديين من قوات التحالف، أحدهما أمريكي والآخر سلفادوري، وما لا يقل عن 20 عراقيا. ووفقا لما ذكره أحد المتظاهرين، أطلق المؤيدون المسلحون لمقتدى الصدر، الذين اختلطوا مع الحشد، الطلقة الأولى ([11]). اخترقت أربع ناقلات جنود مدرعة من طراز Pegaso BMR واثنين من مركبات الاستطلاع المدرعة VEC-M1، وسط نيران عدائية شديدة، سجن النجف القديم، الذي استخدم كمركز للتجنيد من قبل فيلق الدفاع المدني العراقي. وحاصر أفراد من جيش المهدي عددا من الجنود السلفادوريين والهندوراسيين والعراقيين داخل المجمع. وقتل جندي سلفادوري وجرح خمسة في أول هجوم للمتمردين. وفي نفس اليوم أصدر الصدر بيانا دعا فيه أنصاره إلى وقف تنظيم المظاهرات «لأن عدوك يفضل الإرهاب» وأفادت صحيفة تورونتو غلوب وميل.
«لقد أزلت أمريكا أنيابها ونواياها الخسيسة، ولا يمكن للشعب العراقي الضميري أن يظل صامتا على الإطلاق. ويتعين عليهم أن يدافعوا عن حقوقهم بالطريقة التي يرونها مناسبة»، كما قال البيان، وفقاً لصحيفة واشنطن بوست.
بعد يوم من البيان الذي أدلى به الصدر، وقعت احتجاجات عنيفة في جميع أنحاء الجنوب الشيعي، وسرعان ما امتدت إلى انتفاضة عنيفة من قبل رجال ميليشيات جيش المهدي، والتي كانت جارية بالكامل بحلول 6 أبريل 2004.
كما اشتعلت الاضطرابات في البصرة بسبب نشر صور التعذيب المزيفة من قبل بيرس مورغان بينما كان محرر صحيفة الأخبار البريطانية «المرآة» مع إحاطة أحد الضباط على هذا النحو: قال كول بلاك للمؤتمر الصحفي: «هذه الصور هي ملصق لتجنيد تنظيم القاعدة وجميع المنظمات الإرهابية الأخرى. لقد جعلوا حياة قواتنا المسلحة في العراق أكثر صعوبة وخطورة».

## القتال في أبريل

### بغداد والجنوب الشيعي
بدأت قوات جيش المهدي هجوما في النجف وكوفا وكوت ومدينة الصدر في 4 أبريل 2004. وبدأوا بالسيطرة على المباني العامة ومراكز الشرطة. وفي مدينة الصدر في بغداد، طُردت الشرطة العراقية من ثلاثة مراكز. تم إرسال أفراد فرقة الفرسان الأولى وكتيبة الشرطة العسكرية 759 لاستعادتهم. نصب رجال الميليشيا كمينا للقوات الأمريكية وثمانية جنود أمريكيين قتلوا، وجرح 51 آخرون في المعركة الدموية ([13]). وفي وقت لاحق استعادت القوات الأمريكية السيطرة على مراكز الشرطة بعد أن أجرت معارك إطلاق النار مع المتمردين المهدي الذين قتلوا 35 من أفراد ميليشيات جيش المهدي. ومع ذلك، لا يزال أفراد جيش المهدي يحتفظون ببعض النفوذ على العديد من المناطق الفقيرة في مدينة الصدر. ولم يكن القتال في مدينة الصدر فحسب، بل انتشر إلى أجزاء أخرى من بغداد طوال الشهر. وقطع المتمردون الطريق السريع الذي يربط بغداد بمحافظة الأنبار الغربية، ولم يكن من الممكن تسليم إمدادات المارينز في المقاطعة إلا بالطائرة العمودية.
وسيطر المسلحون جزئيا على كربلاء بعد القتال هناك. وتعرضت قوات التحالف الأخرى لهجوم: وفي الناصرية دمرت مركبتان مصفحة إيطاليتان، وتعرضت القوات البريطانية لإطلاق النار في العمارة والبصرة. سيطر أفراد ميليشيا مقتدى الصدر على المواقع الحكومية والشرطية والروحية في النجف في 6 أبريل 2004. وتعرضت قاعدة التحالف الرئيسية هناك لقذائف الهاون ([14]). وتم الاستيلاء على الكوت في اليوم التالي بعد اشتباكات مع القوات الأوكرانية، ولا سيما على جسر نهر دجلة. وفي اليوم نفسه، خضعت كربلاء لسيطرة كاملة على جيش المهدي ([15]([16]). قتلت القوات الإسبانية سبعة من متمردي الصدر في عدة كمائن في جنوب وسط العراق في الأسبوع التالي، قبل أن تأمرها الحكومة الإسبانية المنتخبة الجديدة بالانسحاب ([17]).
وبحلول 9 نيسان/أبريل 2004، أي بعد عام بالضبط من اليوم التالي لتمزيق صدام حسين رمزيا، فقدت القوات التي تقودها الولايات المتحدة السيطرة على جميع أجزاء العراق التي اكتسبت في السنة التي تلت ذلك الحادث ([18]). تعرضت قافلة وقود أمريكية من قيادة دعم الفيلق الثالث عشر لهجوم بالقرب من مطار بغداد الدولي. وفي ما وصف بأنه كمين طوله خمسة أميال، تعرضت سلسلة المركبات المكونة من 26 مركبة للنيران وقذائف الهاون والقذائف الصاروخية، مما أدى إلى تعطيل العديد من ناقلات الوقود المدنية ومركبات الجيش. وقُتل ما مجموعه 12 شخصاً من القافلة: جنديان أمريكيان و 7 سائقي شاحنات خاصين و 3 سائقين شاحنات عراقيين وألقي القبض على جندي أمريكي، هو كيث ماثيو مابين، وسائق شاحنة أمريكي، توماس هاميل. تمكن هاميل من الفرار من مختطفيه في 2 مايو 2004، بينما أعدم ماوبين واستعاد رفاته بعد أربع سنوات.
بعد اشتباكات متفرقة، قمعت قوات التحالف مؤقتا معظم أنشطة الميليشيات في الناصرية والعمارة والبصرة. في 16 أبريل، استعادت القوات الأمريكية كوت، وقتل عشرات من أفراد جيش المهدي في المعركة. ومع ذلك، ظلت المنطقة المحيطة بالنجف وكوفا، وكذلك كربلاء تحت سيطرة قوات الصدر. ويعتقد أن الصدر نفسه مختبئ في النجف. وضعت قوات التحالف حزاما من 2,500 جندي حول النجف، ولكنها خفضت عدد القوات لمتابعة المفاوضات مع جيش المهدي. وفي بداية أيار/مايو، قدرت قوات التحالف أن هناك 200-500 مقاتل لا يزالون موجودين في كربلاء، و 300-400 في الديوانية، وعدد غير معروف لا يزال باقيا في العمارة والبصرة، وما زال 000 1 إلى 000 2 مسلح متحصنين في منطقة النجف - كوفا.

### عمليات الأنبار

#### معركة الفلوجة الأولى
بالصدفة، بدأ الهجوم على الفلوجة في نفس اليوم الذي بدأت فيه الانتفاضة الشيعية. وردا على مقتل الأمريكيين الأربعة في 31 آذار/مارس والضغوط السياسية المكثفة، بدأت قوات مشاة البحرية الأمريكية عملية «يقظة الحل» ([19]). كان من المخطط أن يقاتل الحرس الوطني العراقي جنبا إلى جنب مع مشاة البحرية الأمريكية في العملية، ولكن في فجر الغزو تخلوا عن زيهم وهجروا. واستمر القتال العنيف حتى 9 أبريل 2004، عندما ألغي الهجوم مرة أخرى تحت ضغط عام هائل بسبب الخسائر الكبيرة في صفوف المدنيين. في تلك المرحلة، تمكن مشاة البحرية فقط من السيطرة على حوالي 25 في المئة من المدينة.

#### معركة الرمادي
خلال القتال في الأنبار كان هناك أيضا هجوم كبير للمتمردين على مدينة الرمادي في 6 أبريل 2004، والذي بدأ عندما هاجمت قوة من 300 متمرد دوريات بحرية في جميع أنحاء المدينة في محاولة لتخفيف الضغط على الفلوجة. وفي قتال شوارع عنيف على مدى أربعة أيام، قُتل 16 من مشاة البحرية الأمريكية وما يقدر بـ 250 متمردا ([20]).

#### معركة حسيبة
بعد معركة الرمادي مباشرة وقع هجوم متمرد آخر على بلدة الحسبة على الحدود السورية في 17 أبريل 2004. وكما حدث في الرمادي، هاجم المتمردون الحامية البحرية وتم صدهم؛ قتل 5 من مشاة البحرية و 150 متمردا.

#### محاولات السلام في الفلوجة
سمحت قوة الاحتلال في الفلوجة في 9 أبريل/نيسان لأكثر من 000 70 امرأة وأطفال ومسنين من السكان بمغادرة المدينة المحاصرة، مما سمح أيضا للذكور في سن الجيش بالمغادرة.
في 10 أبريل، أعلن الجيش الأمريكي هدنة أحادية للسماح بدخول الإمدادات الإنسانية إلى الفلوجة، وسحب القوات إلى ضواحي المدينة. رفض شيوخ وأئمة محليون احترام اتفاق وقف إطلاق النار، وأرسلوا مرارا مقاتلين مجاهدين لمهاجمة مشاة البحرية. احتلت قوات التحالف المستشفى الرئيسي للمدينة لحماية مرضاها، ووضع قناص فوق برج المياه في المستشفى. كما وردت تقارير عديدة عن استخدام قوات التحالف للدعم الجوي القريب في الفلوجة خلال هذه الفترة في أعمال ضد المتمردين.
سعت القوات الأمريكية للتفاوض على تسوية، لكنها وعدت باستئناف الهجوم لاستعادة المدينة إذا لم يتم الوصول إليها. وقال القادة العسكريون إن هدفهم في الحصار هو القبض على المسؤولين عن مقتل العديد من أفراد الأمن الأمريكيين والعراقيين. مع استمرار الحصار، واصل المتمردون شن هجمات على مواقع البحرية الأمريكية، على الرغم من حقيقة أن قوات مشاة البحرية الأمريكية كانت تحت وقف إطلاق النار من جانب واحد. كما أفادت التقارير أن مشاة البحرية أرادوا وقف إطلاق النار لأنهم لم يتم إعادة إمدادهم، بسبب استيلاء المتمردين على الطريق السريع الرئيسي من بغداد إلى الأنبار.
في 1 مايو 2004 انسحبت القوات الأمريكية بالكامل من المدينة، وتم تسليم السيطرة على المدينة إلى لواء الفلوجة (الذي كان تحت سيطرة جنرال كان قد خدم في عهد صدام حسين). سرعان ما تحالف اللواء مع المتمردين وكانت المدينة تحت سيطرة المتمردين. قتل ما بين 731 و 800 عراقي خلال حصار المدينة، 184 منهم على الأقل من المتمردين، كما توفي ما لا يقل عن 27 من مشاة البحرية الأمريكية. وبعد ذلك بوقت قصير، خضع العديد من المدن في محافظة الأنبار - مثل كارابيلا وسادة ورومانيا وأوبايدي وحقلانية وهيت وبغداديوهاديثا، فضلا عن العديد من القرى الأصغر حجما - لسيطرة المتمردين.

## تكتيكات الرهائن
وفي هذا الوقت أثناء الحرب، ظهر الاختطاف، وفي بعض الحالات قطع الرأس، كتكتيك آخر للمتمردين. وتحمل المدنيون الأجانب وطأة عمليات الاختطاف، على الرغم من أن بعض الأفراد العسكريين الأمريكيين كانوا مستهدفين أيضا. بعد اختطاف الضحية، عادة ما يطلب المتمردون نوعاً ما من حكومة أمة الرهينة ويعطون مهلة زمنية لتنفيذ الطلب، غالباً ما يكون 72 ساعة. وكثيراً ما كان قطع الرأس مهدداً إذا لم تستجب الحكومة لرغبات مختطفي الرهائن. وقطع رأس العديد من الأفراد، بمن فيهم مدني أمريكي (نيكولاس بيرغ) وكوريا الجنوبية (كيم سون-إل)، من بين آخرين، خلال هذه الفترة.

## العمليات في أيار/مايو
في 4 مايو، بعد انهيار المفاوضات، بدأت قوات التحالف هجوما مضادا للقضاء على جيش المهدي في جنوب العراق. بدأت الموجة الأولى بغارات متزامنة في كربلاء والديوانية على قوات الميليشيات. وأعقب ذلك موجة ثانية في 5 مايو في كربلاء، وهجمات أخرى استولت على مكتب الحاكم في النجف في 6 مايو. قتل أربعة جنود أمريكيين وما يقدر ب86 من أفراد الميليشيا في القتال. كما قتل العديد من كبار قادة الميليشيات في غارة منفصلة من قبل وحدات العمليات الخاصة التابعة للجيش الأمريكي.
في 8 مايو، شنت القوات الأمريكية هجوما متابعة في كربلاء، شنت هجوما من شقين في المدينة. كما شنت الدبابات الأمريكية غارة في مدينة الصدر. وفي الوقت نفسه، ربما كتكتيك تحويلي، اجتاح مئات من متمردي جيش المهدي البصرة، فأطلقوا النار على الدوريات البريطانية واستولوا على أجزاء من المدينة. قتل مسلحان وجرح العديد من القوات البريطانية.
في 24 مايو، بعد أن عانت من خسائر فادحة في أسابيع من القتال، انسحبت قوات جيش المهدي من مدينة كربلاء. ترك ذلك منطقة النجف كوفا المنطقة الوحيدة التي لا تزال تحت سيطرة مهدي الثابتة، على الرغم من أنها كانت أيضا تحت هجوم أمريكي مستمر. قتل عدة مئات من متمردي جيش المهدي في اشتباكات مع القوات الأمريكية. وبعيداً عن القتال، ألقى مقتدى الصدر بانتظام خطب الجمعة في كوفا طوال فترة الانتفاضة.
في 30 مايو، انسحبت القوات الأمريكية من داخل مدينة سامراء، وحاصرتها. وسيطر المتمردون سيطرة كاملة على المدينة. وفي اليوم نفسه، سيطر المتمردون أيضا على اللطيفية واليوسفية جنوب بغداد، مما أدى فعليا إلى قطع الطريق السريع الأول بين بغداد وكربلاء، ورد الأمريكيون بإعادة توجيه حركة المرور على الطريق السريع الثامن للحفاظ على الاتصال مع جنوب البلاد.

## إنهاء العمليات
في 6 يونيو 2004، أصدر مقتدى الصدر إعلانا يوجه جيش المهدي لوقف العمليات في النجف وكوفا، ولكن القتال في الجنوب استمر حتى 24 يونيو 2004. ومن قبيل الصدفة أن الهجمات الشيعية والسنة ية بدأت معا في نفس اليوم، وانتهت في نفس اليوم. وفي اليوم الذي توقف فيه القتال في الجنوب، كان هناك هجوم منسق واسع النطاق شنه المتمردون في الأراضي السنية. وفي خمس مدن هي الرمادي وبغداد والمحمودية وبعقوبة والموصل، كانت الهجمات جارية. في بغداد قتل انتحاري أربعة جنود عراقيين، ولكن الهجمات في الموصل كانت الأكثر دموية. قتل أربعة انتحاريين ستة وخمسين مدنيا وثمانية من رجال الشرطة العراقية واثنين من الجنود الأمريكيين. وكان أشد القتال حدة في بعقبة، حيث هاجم المتمردون مركز الشرطة الرئيسي وقاعة المدينة وسيطروا عليها، وأحرقوا منزل رئيس الشرطة. انسحبت القوات الأمريكية والعراقية من المدينة، ولكن بعد ساعات قليلة ضربت الطائرات الأمريكية المفجرة مواقع المتمردين في المدينة في قاعة المدينة ومركز الشرطة وفي ملعب كرة القدم. بعد الضربات الجوية، دخلت القوات الأمريكية المدينة دون مقاومة. قتل واحد وعشرون من أفراد قوات الأمن العراقية واثنين من الجنود الأمريكيين وثلاثة عشر مدنيا خلال قتال الشوارع في بعقبة. المكسب الوحيد الذي حققه المتمردون في هذا اليوم كان في الرمادي، حيث تمكنت قوات المتمردين من السيطرة وحصار مواقع المخابئ البحرية. كانت المدينة تحت سيطرة المتمردين بحلول نهاية اليوم. وأفيد أيضا عن وقوع قتال إضافي حول الفلوجة، حيث قيل إن تسعة مدنيين قتلوا. خلال هجوم المتمردين في 24 يونيو 2004 قتل مائة وتسع وعشرون عراقيا وأربعة أمريكيين. وعدد الضحايا من المتمردين غير معروف ([21]).

## الآثار المترتبة
في المجموع، قدرت الولايات المتحدة أن حوالي 1,342 من المقاتلين السنة والشيعة قتلوا، وألقي القبض على ما يقرب من 430 متمردا. الولايات المتحدة الأمريكية والعراق وقوات التحالف الأخرى تكبدت 383 قتيلا. وأصيب ما يقرب من 2500 جندي أمريكي خلال هذه الفترة. وكانت النتائج غير حاسمة. معظم محافظة الأنبار (بما في ذلك الرمادي والفلوجة) فضلا عن بعض الأراضي السنية شمال بغداد وجنوبها، بما في ذلك سامراء، تركت فعليا تحت سيطرة المتمردين. تمكنت القوات الأمريكية من الحفاظ على السيطرة على بغداد والمدن الرئيسية الأخرى في الجنوب الشيعي وكذلك في الشمال. وقد وقعت انتفاضة أخرى من جيش المهدي بعد شهر ونصف، واشتعلت معركة أكثر دموية في مدينة النجف. كما وقعت معركة الفلوجة الثانية في نوفمبر، وهي عملية الغضب الشبحي، التي خلفت خمسة وتسعين في المئة من المدينة في حالة دمار. بعد أربعة أيام من نهاية معركة الربيع في 28 يونيو 2004، نقلت سلطة الائتلاف المؤقتة السيطرة إلى حكومة عراقية جديدة. وبهذا، انتهى الاحتلال رسميا، ولكن قوات التحالف ظلت بأعداد كبيرة في البلاد. في اليوم الذي حدث فيه نقل السلطة، قتل ثلاثة من مشاة البحرية الأمريكية في بغداد وقتل جندي بريطاني في البصرة.